# نشان ملی آنگولا
نشان ملی آنگولا نشان ملی آنگولا است که نشان دهنده گذشته اخیر ملت جدید است. تصاویر مارکسیستی زیادی بر روی نشان یافت می‌شود (همان‌طور که در مقایسه با نمونه‌های دیگر نمادهای سوسیالیستی مشاهده می‌شود)، که از آنچه بر روی پرچم ملی یافت می‌شود گسترش یافته است.
در سال ۱۹۳۵، به مستعمرات پرتغال رسماً نشان‌هایی داده شد که از یک الگوی طراحی استاندارد پیروی می‌کردند.

## نشان‌های تاریخی

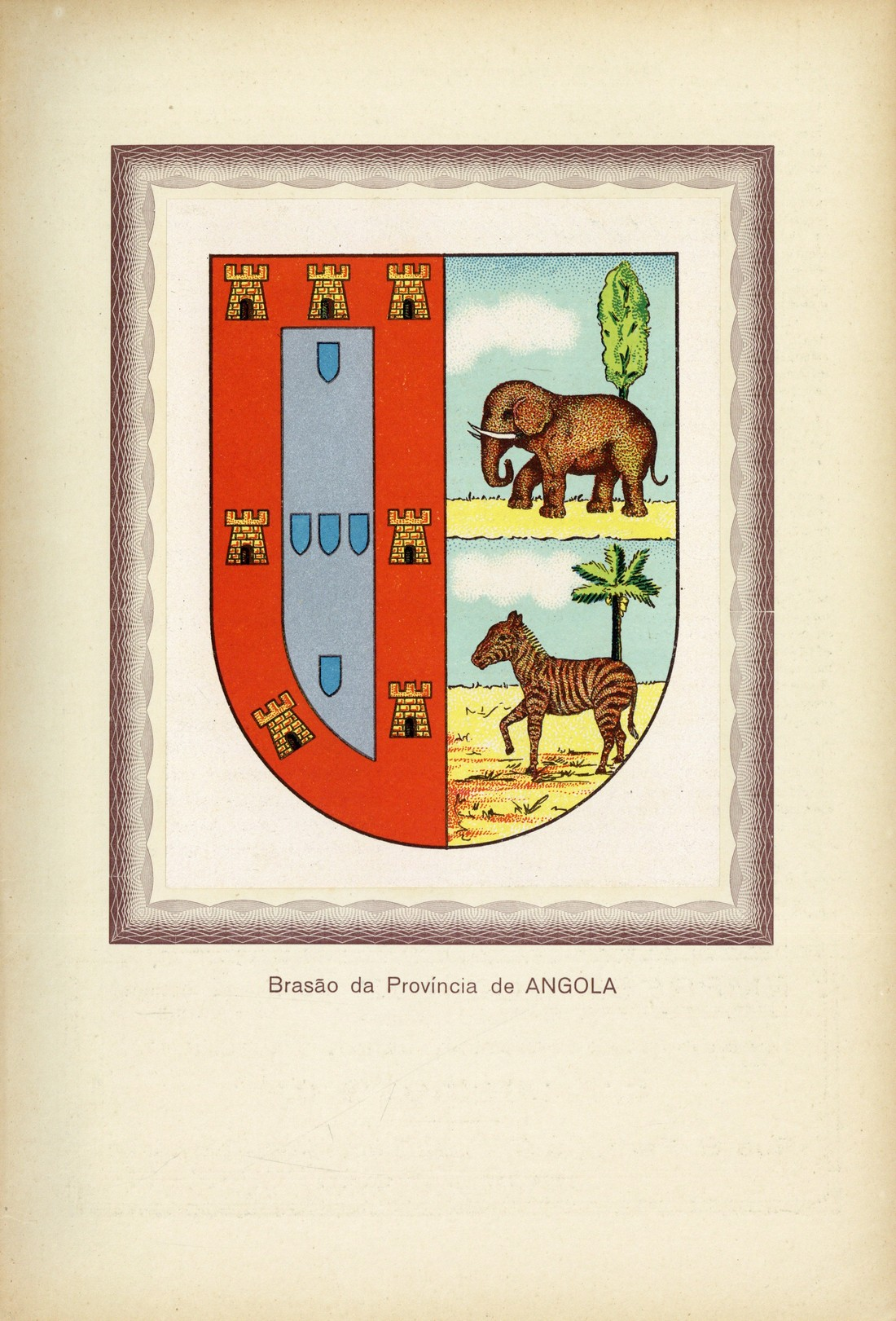
نشان پیشنهادی آنگولا در بولتن ۱۹۳۳
پیشنهادی برای نشانی برای مستعمره آنگولا، به درخواست آژانس کل مستعمرات، برای موسسه نمادهای پرتغال و توسط آفونسو دورنلاس در ژوئن ۱۹۳۲ طراحی شد.
نشان موقت آنگولای پرتغال در نمایشگاه استعمار پرتغال (۱۹۳۴).
نشان مستعمره پرتغال آنگولا میان ۸ مه ۱۹۳۵ و ۱۱ ژوئن ۱۹۵۱
نشان استان پرتغال آنگولا، از ۱۱ ژوئن ۱۹۵۱ تا ۱۱ نوامبر ۱۹۷۵
نشان کوچک بین ۸ مه ۱۹۳۵ تا ۱۱ نوامبر ۱۹۷۵
نشان جمهوری خلق آنگولا (۱۹۷۵-۱۹۹۲)
نشان جمهوری دموکراتیک خلق آنگولا، یک دولت رقیب تحت کنترل یونیتا (۱۹۷۵-۱۹۷۶ و ۱۹۷۹-۲۰۰۲)